# Dipoena pulicaria
Dipoena pulicaria är en spindelart som först beskrevs av Tord Tamerlan Teodor Thorell 1890.  Dipoena pulicaria ingår i släktet Dipoena och familjen klotspindlar. Inga underarter finns listade i Catalogue of Life.